# Pierre Bucher (magistrat)
Pour les articles homonymes, voir Bucher et Pierre Bucher.

Pierre Bucher portait D'azur à un soleil d'or; à la bordure du même

Pierre Bucher (1502 - 1576) est un magistrat grenoblois qui fut notamment sculpteur, architecte, professeur de droit, doyen de l'université de Grenoble et procureur.

## Biographie

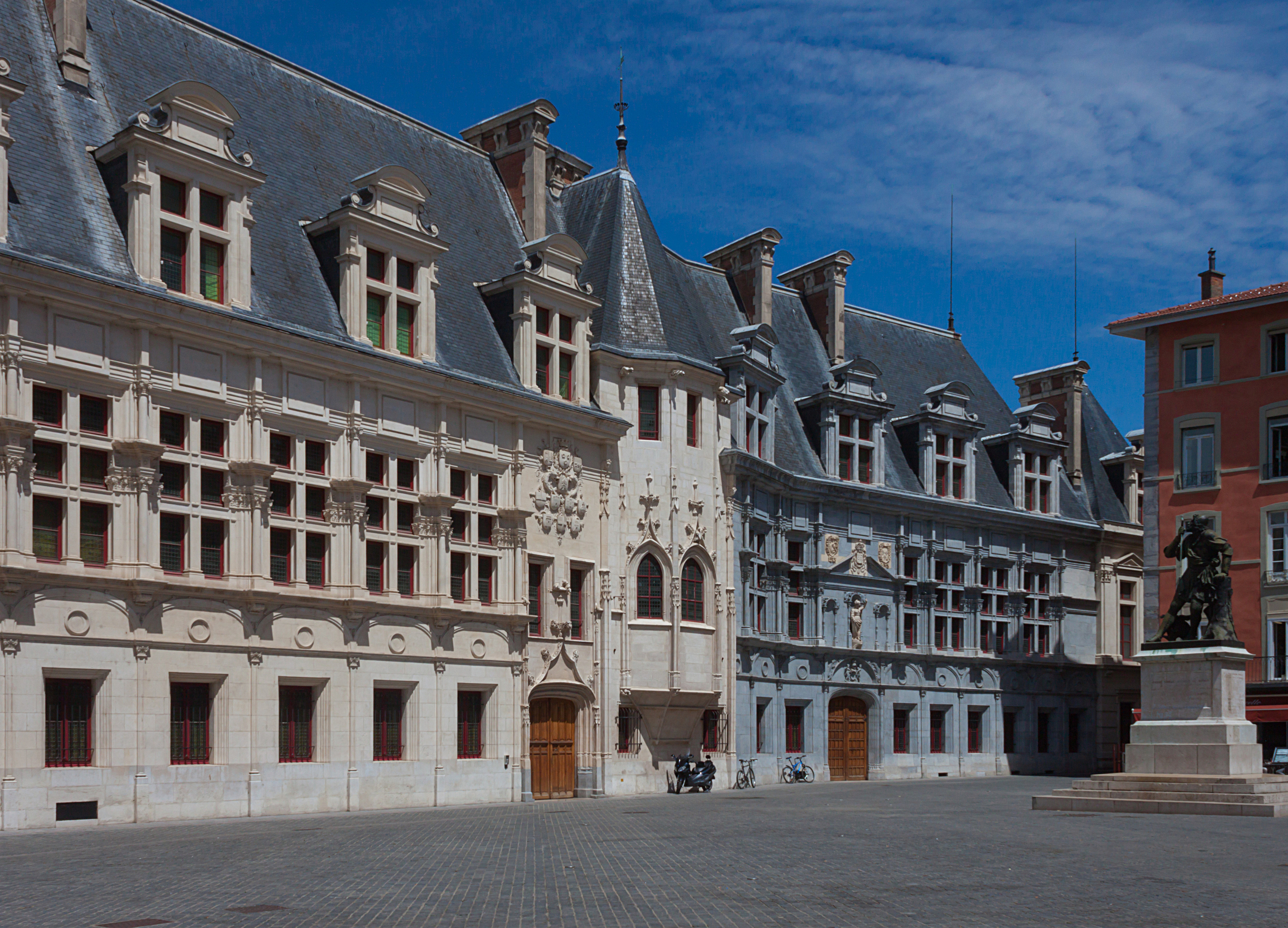
Palais du parlement du Dauphiné.

Né en 1502, Pierre Bucher est d'abord conseiller de la ville de Grenoble. Il devient substitut du procureur en 1539, puis professeur de droit à l'université de Grenoble en 1542. Il en devient le doyen en 1546. Il est nommé procureur général de 1553 à 1574 au Parlement du Dauphiné.
Également architecte, il a fait construire son hôtel selon ses plans et il a dessiné une des anciennes façades du Palais du parlement du Dauphiné.
Anobli, il prend le nom de "Saint-Guillaume", peut-être d'après le domaine de sa seconde femme, Gigonne Perouse, dame de Saint-Guillaume-en-Trièves.

## Hôtel Pierre Bucher

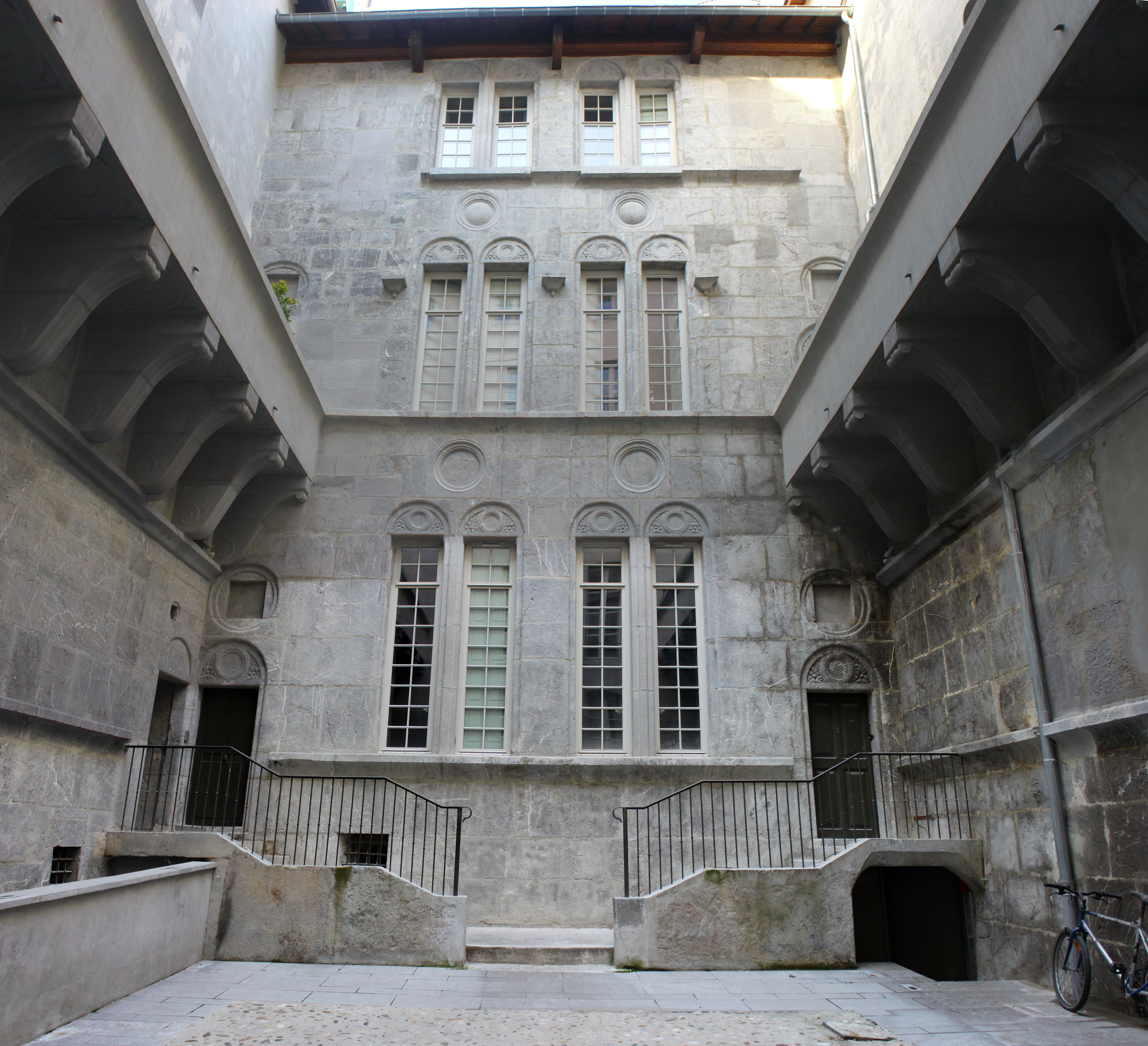
Cour de l'hôtel Pierre Bucher

### Histoire
Construit en 1560, l'hôtel Pierre Bucher à Grenoble existe encore au 6, rue Brocherie, qui lui doit son nom, anciennement rue Bucherie. Pierre Bucher en dessina les plans et il sculpta lui-même certains éléments. Sous Louis XIII, un hôtel particulier vint fermer la cour de l'hôtel Pierre Bucher. Cet hôtel prendra le nom de "de Croÿ-Chasnel" d'après le nom de la famille de financiers qui l'occupèrent.

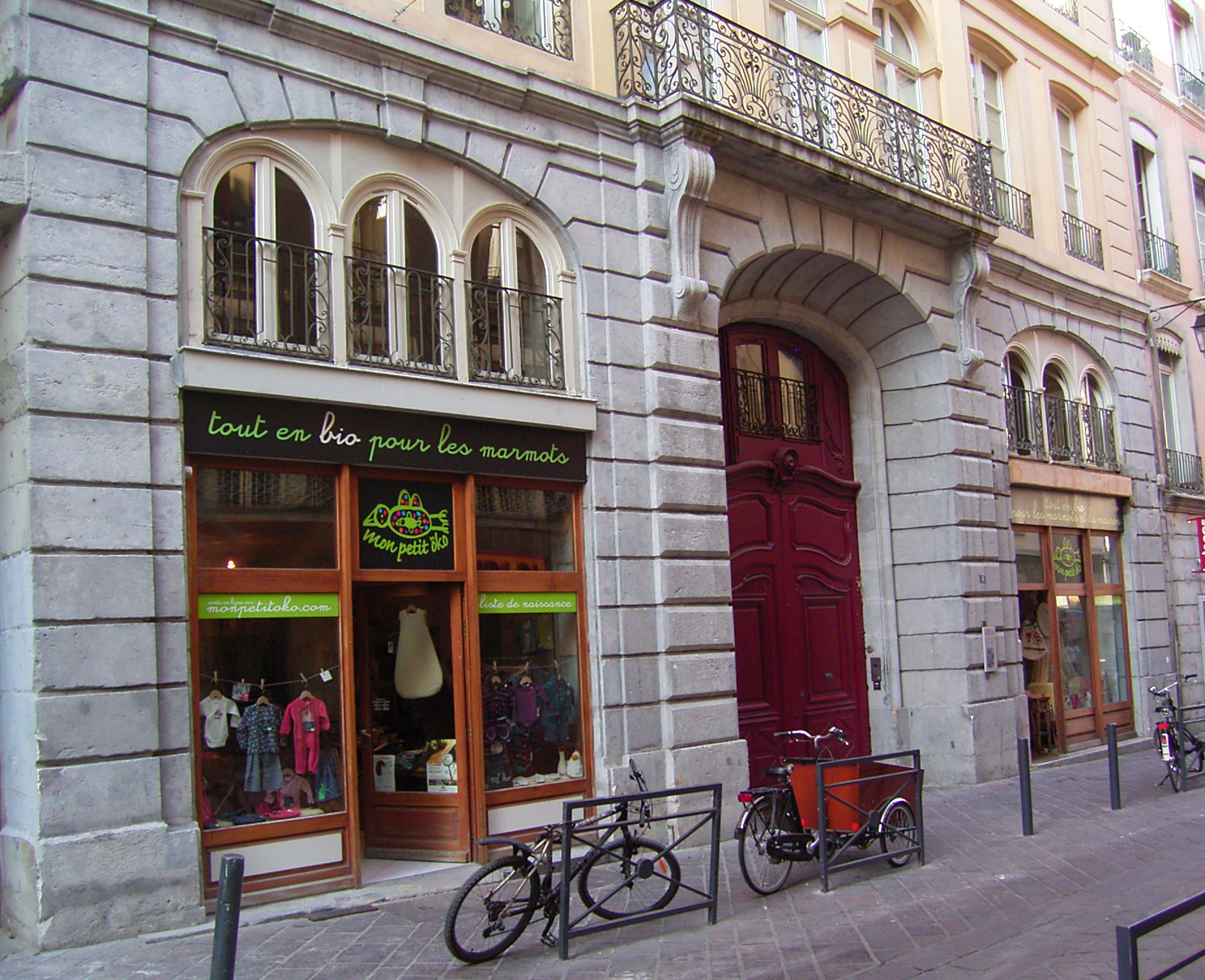
Façade de l'hôtel de Croÿ-Chasnel

L'hôtel Pierre Bucher fut aussi connu sous le nom de "Maison des Grands Nègres", Pierre Bucher ayant eu des serviteurs noirs une fois anobli.
Plus récemment, la grande salle du rez-de-chaussée de l'hôtel fut le siège d'un club de cinéma et servit à des projections de films. En 1988, les deux hôtels (Pierre Bucher et de Croÿ-Chasnel) sont inscrits à l'inventaire supplémentaire des Monuments Historiques. Entre 2005 et 2009, deux phases de travaux sont réalisées pour restaurer les deux hôtels.
Aujourd'hui, les deux bâtiments sont divisés en plusieurs appartements.

### Architecture
L'hôtel Pierre Bucher est typique du style Renaissance : façade ordonnée, galerie latérales sur consoles, motifs de feuilles d'acanthe, moulures, ... Fontvieille donne une description détaillée de l'hôtel dans son ouvrage sur le palais du parlement. L'hôtel de Croÿ-Chasnel est lui représentatif du XVIIIe siècle, avec notamment un balcon et une porte cochère de style Louis XV.
L'hôtel de Pierre Bucher est imbriqué avec l'immeuble du 6 place Notre-Dame : ainsi, certains appartements du 6 rue Brocherie disposent d'une vue sur la place.

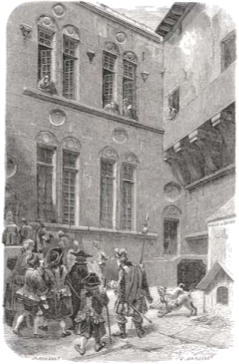
Cour de l'hôtel Pierre Bucher en 1864

### Cheminée de la bibliothèque
Pierre Bucher sculpta certains éléments de son hôtel, comme le rapporte Guy Allard : "il a lui-même taillé ces belles pierres qui composent les cheminées qui sont dans sa maison en rue Brocherie". La cheminée de la bibliothèque notamment porte les initiales PBS (Pierre Bucher Sculpsit) que l'on retrouve sur le parlement du Dauphiné. Cette cheminée, surmontée d'un bas-relief en marbre noir figurant probablement Justinien, fut portée au château de Francquières à Biviers par Justin Mac Carthy en 1840. Elle y resta pendant environ un siècle, et on perdit sa trace.

### Accès
On accède à l'hôtel Pierre Bucher par l'hôtel de Croÿ-Chasnel au n° 6 de la rue Brocherie.

## Ouvrages consacrés
- René Fonvieille, Le Palais du Parlement de Dauphiné et son extraordinaire architecte Pierre Bucher. Grenoble, Didier-Richard, 1965.